# Comuna Hurezani, Gorj
Hurezani este o comună în județul Gorj, Oltenia, România, formată din satele Busuioci, Hurezani (reședința), Pegeni, Plopu și Totea de Hurezani. Este situată pe cursul superior al râului Amaradia.

## Demografie
Componența etnică a comunei Hurezani
     Români (94,64%)
     Alte etnii (0,45%)
     Necunoscută (4,91%)
Componența confesională a comunei Hurezani
     Ortodocși (94,64%)
     Alte religii (0,26%)
     Necunoscută (5,1%)
Conform recensământului efectuat în 2021, populația comunei Hurezani se ridică la 1.549 de locuitori, în scădere față de recensământul anterior din 2011, când fuseseră înregistrați 1.613 locuitori. Majoritatea locuitorilor sunt români (94,64%), iar pentru 4,91% nu se cunoaște apartenența etnică. Din punct de vedere confesional, majoritatea locuitorilor sunt ortodocși (94,64%), iar pentru 5,1% nu se cunoaște apartenența confesională.

## Istorie
La sfârșitul secolului al XIX-lea, pe teritoriul actual al comunei, funcționau comunele Hurezanii de Jos, Hurezanii de Sus, Pegeni și Busuioci (toate cele patru comune, făceau parte din plasa Gilort a județului Gorj). Comuna Hurezanii de Jos era alcătuită doar din satul de reședință cu același nume, având o populație de 572 de locuitori. În comună exista o școală mixtă frecventată de 23 de elevi (dintre care patru fete). Comuna Hurezanii de Sus avea și ea aceiași structură, cu o populație de 682 de locuitori. În comună exista o școală mixtă frecventată de 36 de elevi și două biserici (una de lemn și una de zid). Comuna Pegeni era alcătuită din satele Pegeni, Golumbenii de Sus și Plopu, cu o populație de 390 de locuitori. În comună funcționa o școală mixtă frecventată de 29 de elevi și o biserică de lemn, iar comuna Busuioci era alcătuită doar din satul de reședință cu același nume, având o populație de 390 de locuitori. În comună exista doar o biserică de lemn.
În 1925, satul și comuna Busuioci sunt desființate și incluse în comuna Colțești, iar comunele Hurezanii de Jos și Hurezanii de Sus sunt contopite și formează comuna Hurezani, cu reședința în satul Hurezanii de Sus, în timp ce satul Hurezanii de Jos a fost desființat. Comuna Pegeni este desființată și inclusă în comuna Hurezani. Anuarul Socec consemnează comuna ca fiind reședința plășii Hurezani a aceluiași județ, având o populație de 1648 de locuitori (în satele Hurezanii de Sus, Pegeni și cătunul Plopu). În anul 1931, comuna era împărțită în satele Hurezani, Totea de Hurezani, Pegeni și Plopu.
În anul 1950, comunele au fost arondate raionului Gilort a regiunii Gorj, raion care doi ani mai târziu a fost arondat regiunii Craiova, și apoi (după 1960), regiunii Oltenia, iar în anul 1968, a trecut în administrația județului Gorj, primind într-un final și satul Busuioci, de la comuna Colțești, care a fost desființată și inclusă în comuna Logrești.

## Monumente istorice

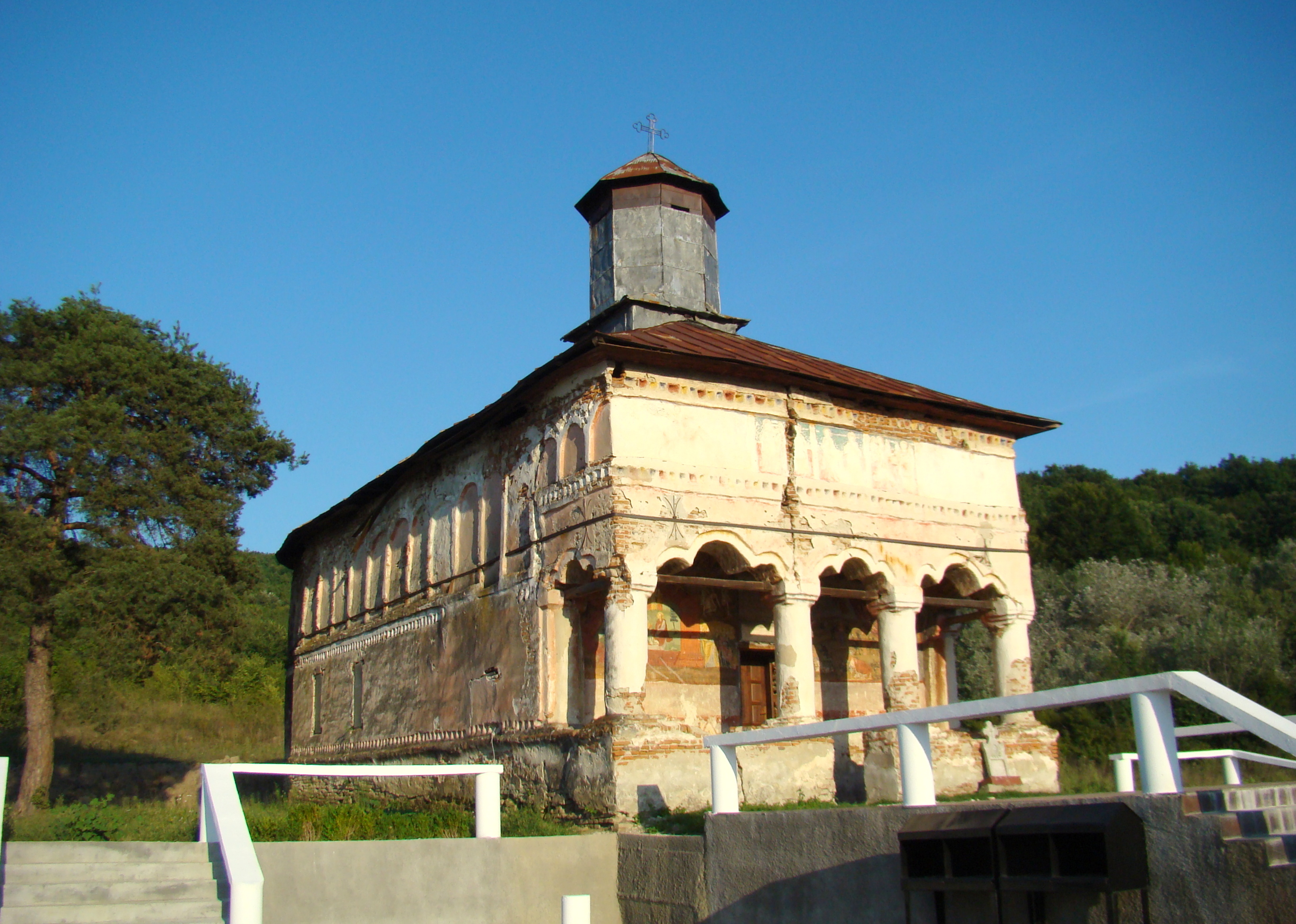
Biserica „Sfântul Dumitru” din Hurezani, una dintre monumentele istorice de interes local din comuna Hurezani

Singurul monument istoric din comuna Hurezani inclus în lista monumentelor istorice din județul Gorj este Biserica „Sfântul Dumitru”, situat în satul Hurezani, și datează din anul 1842.

## Politică și administrație
Comuna Hurezani este administrată de un primar și un consiliu local compus din 11 consilieri. Primarul, Gheorghe Cîrstea[*], de la Partidul Social Democrat, este în funcție din 1 noiembrie 2024. Începând cu alegerile locale din 2024, consiliul local are următoarea componență pe partide politice:
|  | Partid                     | Consilieri | Componența Consiliului | Componența Consiliului | Componența Consiliului | Componența Consiliului | Componența Consiliului | Componența Consiliului |
|  | -------------------------- | ---------- | ---------------------- | ---------------------- | ---------------------- | ---------------------- | ---------------------- | ---------------------- |
|  | Partidul Social Democrat   | 6          |                        |                        |                        |                        |                        |                        |
|  | Partidul Național Liberal  | 3          |                        |                        |                        |                        |                        |                        |
|  | Uniunea Salvați România    | 1          |                        |                        |                        |                        |                        |                        |
|  | Partidul Mișcarea Populară | 1          |                        |                        |                        |                        |                        |                        |

## Vezi și
- Biserica „Sfântul Dumitru” din Hurezani